# ماریا کورنشیووا
ماریا کورنشیووا (انگلیسی: Mária Korenčiová؛ زادهٔ ۲۷ آوریل ۱۹۸۹) بازیکن فوتبال اهل اسلواکی است.
از باشگاه‌هایی که در آن بازی کرده‌است می‌توان به باشگاه فوتبال زنان آ.ث. میلان، باشگاه فوتبال اسلاویا پراگ، باشگاه فوتبال زنان فرایبورگ، باشگاه فوتبال اسلوان براتیسلاوا، و اس‌سی سند اشاره کرد.
وی همچنین در تیم ملی فوتبال Slovakia بازی کرده‌است.